# SIG SG 510
SIG SG 510은 스위스의 SAN SA(현 스위스 암즈)에서 1950년대 돌격소총 개발에 참여하면서 만든 소총이다. SG 510은 먼저 개발되었던 세트메 사의 CETME와 H&K사의 G3에서 효과를 인정받은 "롤러 지연 방식의 블로우백"을 채택해 제작되었다. 초기에 만들어진 돌격소총으로서는 꽤 인정받은 총기이다.

## 장점과 단점
기존의 7.62 x 51mm 나토탄이 아니라 자국산으로 개발한 돌격소총탄을 사용했고, 이 탄환이 7.62 mm NATO탄보다 반동이 적고 제어가 쉽다는 장점 덕분에 이 당시 개발된 전투소총들 중에서는 가장 명중률이 높음을 자랑했다. 또한 총 자체도 디자인시에 자동소총처럼 사용하기 위해 개발되어있다는 점 덕분에 반동제어가 쉽다. 하지만 이러한 장점을 살리기 위해 무게를 늘렸기 때문에 산악지형이 많은 스위스로서는 운용하기가 힘들었다고 한다.
현재는 경기관총 버전을 제외한 모든 버전이 스위스군 제식에서 물러났다고 한다.

## 기타설명
1983년 스위스군은 SG 510을 대체할 군용소총으로 SIG SG 550을 채택했다. 하지만 SG510의 분대지원화기 버전인 STGW57은 아직도 스위스군에서 쓰고 있다.

## 변형
- SIG 510-1: 스위스군이 채용한 기본형

- SIG 510-2: 기본형의 소총을 경량화한 버전

- SIG 510-3: 7.62 x 39탄을 사용하고, 짧은 총열을 사용한 버전

- SIG 510-4: 볼리비아와 칠레에서 쓰인 7.62 NATO탄 버전